# Louis Cécile Flacheron
Louis Cécile Flachéron est un architecte lyonnais. Né à Lyon le 9 mai 1772, il a occupé le poste d’architecte de la ville de Lyon ainsi que de contrôleur des travaux avant de prendre sa retraite en 1831. Il meurt à Lyon le 12 mars 1835.

## Biographie

### Famille

Signature de Louis-Cécile Flachéron

Louis Cécile Flachéron est le fils de Pierre Flachéron, un maître tireur d’or, et de Charlotte Andrée Mongez, une nièce de l’abbé Rozier. Cette famille Flachéron est connue dans la région lyonnaise pour son implication dans le domaine artistique, notamment architectural.  La famille Flachéron est probablement à rapprocher du « citoyen Flachéron, garde des fortifications » qui, en 1799 assiste l’officier du Génie Jars pour lever un plan de Lyon (Vincennes, archives du Génie Militaire, article 8, section 2, Lyon.)
De son union avec Jeanne Legrand (1777-1847), Louis Cécile Flachéron aura une fille et cinq fils. 
- Antoinette, née à Lyon le 28 février 1805 et morte à Lyon 6e arrondissement le 13 avril 1885.
- Grégoire Isidore (appelé Isidore), né à Lyon le 29 avril 1806 et mort à Nice le 22 octobre 1872. Élève de l’École des Beaux-Arts de Lyon (1824-1827) sous Pierre Révoil, il est peintre et a laissé beaucoup de paysages représentant les campagnes dans lesquelles il a voyagé.
- Jean-Charles Raphaël (appelé Raphaël), né à Lyon le 19 février 1808 et mort à Lyon 3e arrondissement le 26 août 1866. Architecte.
- Pierre Alexandre Pyrrhus (appelé Alexandre), né à Lyon le 24 février 1811 et mort à Lyon La Guillotière le 3 octobre 1841. Élève à l’École des Beaux-Arts de Lyon entre 1830 et 1831, il est lui aussi architecte.
- Jean-François Charles André (appelé Frédéric), né à Lyon le 25 octobre 1813 et mort à Paris VIe arrondissement le 21 juin 1883. Élève de l’École des Beaux-Arts de Lyon (1827-1835) puis de l’École des beaux-arts de Paris (1836), il fut aussi l’élève de David d’Angers et de Barre. Il est connu comme sculpteur et graveur en médailles.
- François Jean-Baptiste Louis, né à Lyon le 30 mai 1816 et mort en nourrice à Saint-Savin (Isère) le 21 mars 1817.

## Carrière
Louis Cécile Flachéron est un architecte qui a beaucoup contribué à façonner Lyon durant la première moitié du XIXe siècle. Il est ainsi contrôleur des travaux entre 1807 et 1810, avant d’être nommé architecte en chef de la ville de Lyon de 1815 à 1831. Sa période d’activité est riche en production architecturale (voir plus bas). En 1818, il rejoint l'Académie des Sciences, Belles-Lettres et Arts de Lyon, où il produira plusieurs mémoires et études. En 1819, il est nommé membre d’une commission destinée à compléter le travail statistique précédemment entrepris sur les monuments du Moyen Âge présents dans Lyon. À noter que Flachéron perd de sa renommée et de sa prédominance dans le domaine architectural avec l’arrivée de l’architecte Louis-Pierre Baltard à partir de 1823. Louis Flachéron prend finalement sa retraite en 1831.

## Œuvres

### Architecture
Louis Flachéron a été candidat en 1808 pour effectuer le levé du plan général de la ville de Lyon. Ce marché est finalement attribué à L.B Coillet. Il propose aussi un projet d’aménagement de la place Sathonay, de l’Orangerie et de la Serre du Jardin des Plantes. Entre 1806 et 1823, il dépose cinq projets de rénovation pour le Palais de Justice. Plus concrètement, Flachéron, en tant qu'architecte de la ville de Lyon, a dirigé ou réalisé plusieurs projets architecturaux :
- Travaux au 24 rue Jarente, qui permettent la découverte en 1806 de la grande Mosaïque des Jeux du cirque

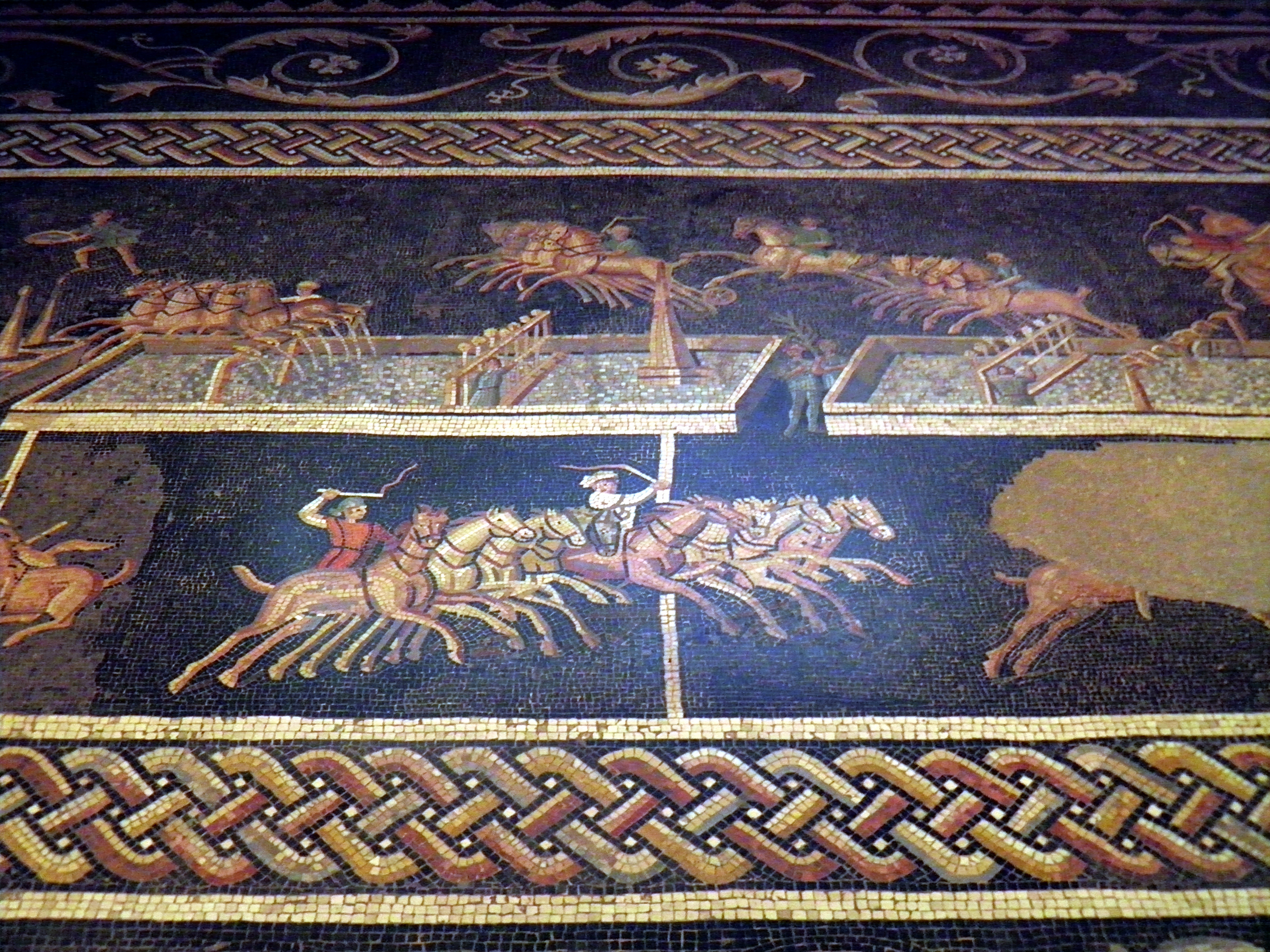
Restauration de la Mosaïque des Jeux du Cirque, actuellement conservée au Musée gallo-romain de Fourvière, Lyon (9191588535)

- Travaux à l'Hospice de l’Antiquaille (1803-1876)

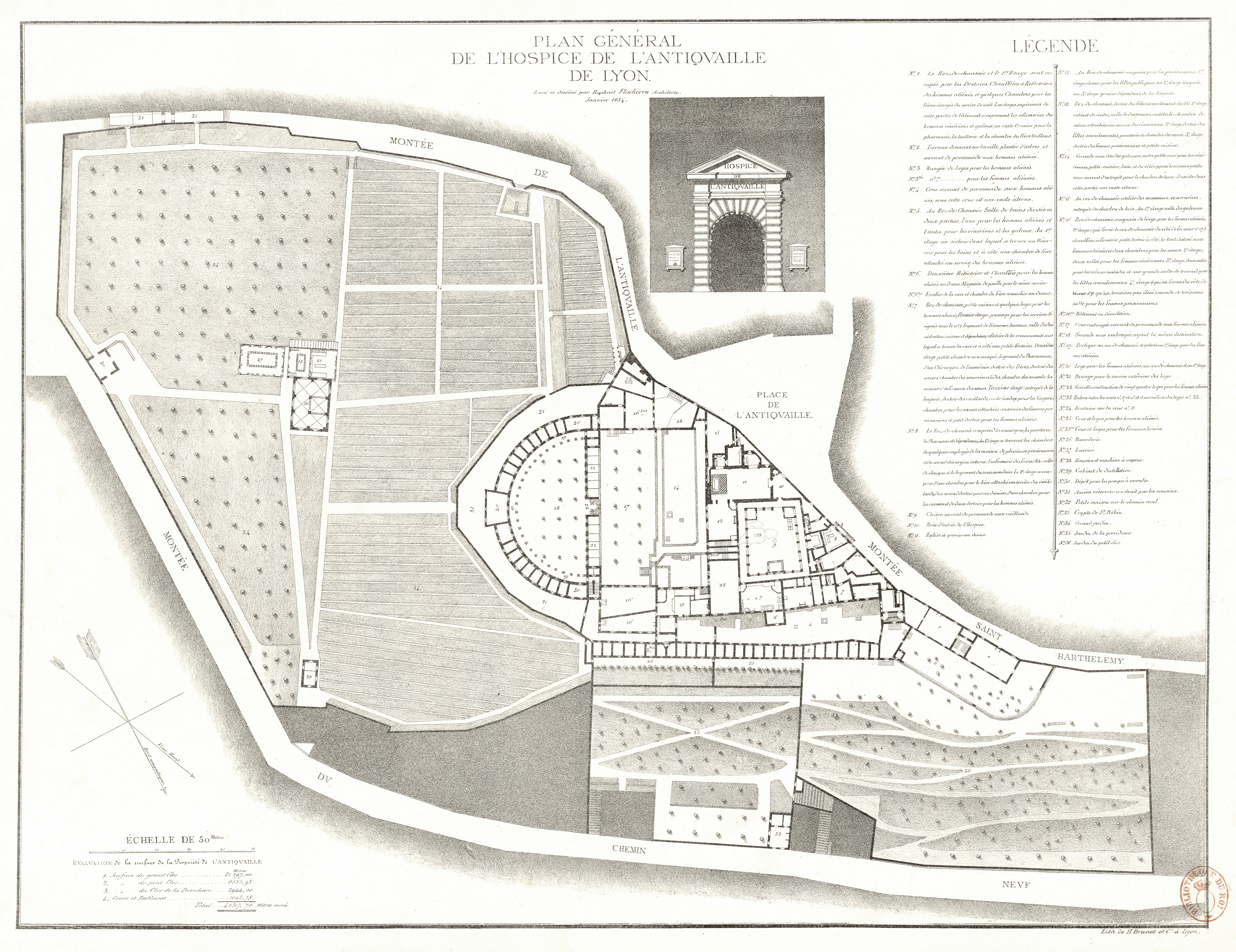
Plan général de l'hospice de l'Antiquaille de Lyon - 1834

- Restauration du Sanctuaire de St Irénée (à partir de 1824)
- Sacristie de l’église St Nizier (1824)
- Travaux à la Condition des soies(1827-1828)
- Grilles de l’archevêché sur place Montazet (1830)
- Travaux à l'ancienne loge du Change, actuellement temple protestant
- Additions à l'Hôtel de Sarron rue de la Charité (façade)
- Construction de la Chapelle de la famille Périsse au Cimetière de Loyasse
- Travaux à l'Hôtel de ville
- Orangerie du jardin des plantes de la Croix-Rousse, démontée pierre par pierre et remontée dans le Parc de la Tête d'or en 1859

### Écrits
Flachéron publie en 1814 un Eloge artistique de Philibert Delorme, prix d’un concours de l’Académie. Lors de sa réception en tant que membre de l’Académie des Sciences, Belles-Lettres et Arts de Lyon, il présente un Mémoire sur l’emploi économique de l’asphalte. En 1825, il présente un Mémoire sur la pierre de choin de Fay. La production écrite de l'architecte inclut aussi des Notices sur les découvertes faites dans l’emplacement de la Déserte, et une traduction de la Basilica Lugdunensis (hôtel de ville) du P. Jean de Bussière. Flachéron collaborait aussi parfois aux Archives du Rhône, dirigées par son cousin N.F Cochard qu’il fréquentait aussi à l’Académie.  